# Nationalpark Pha Taem

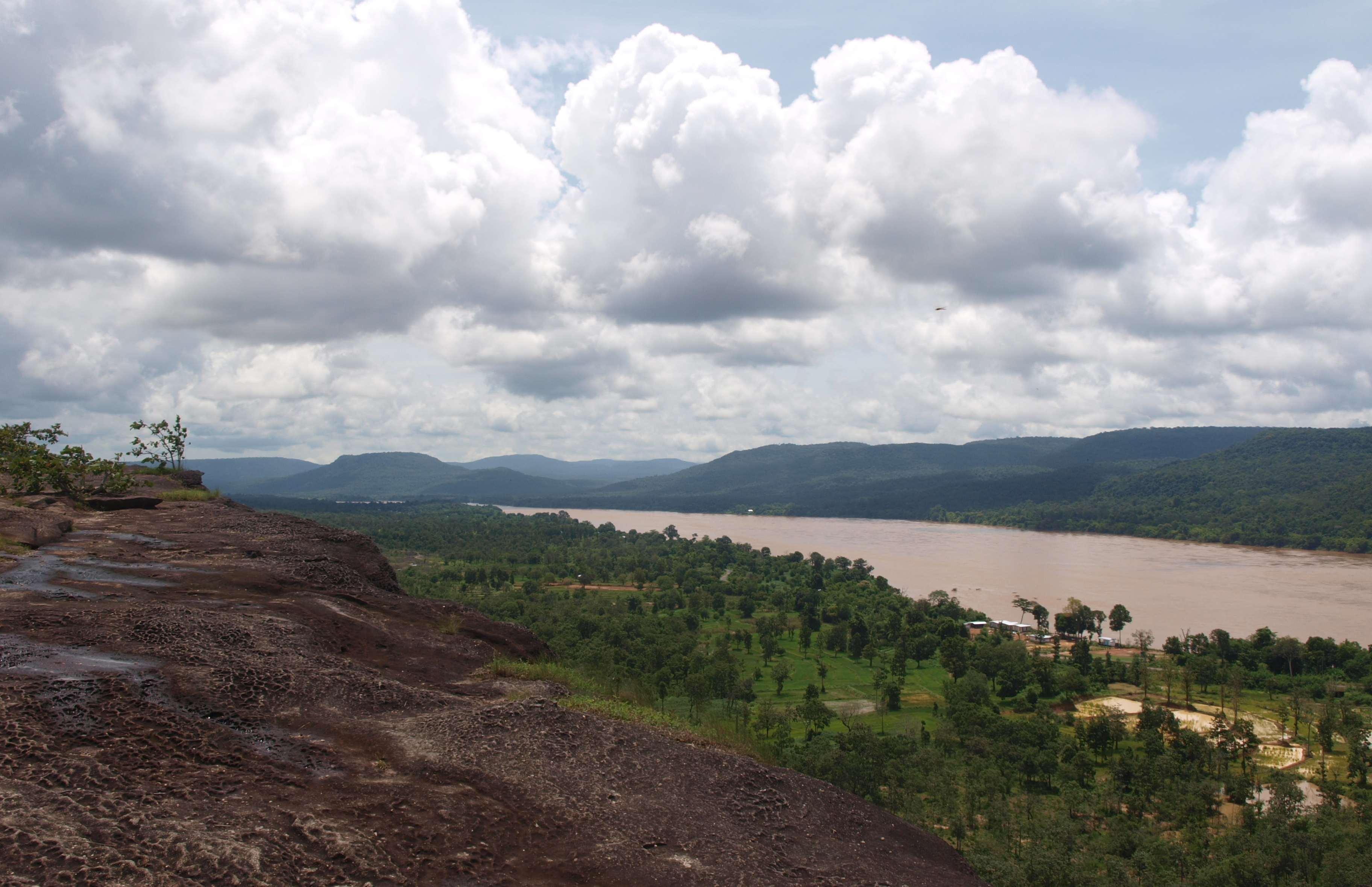
Pha Taem Nationalpark in Thailand, Blick von der thailändischen Seite über den Grenzfluss Mekong nach Laos

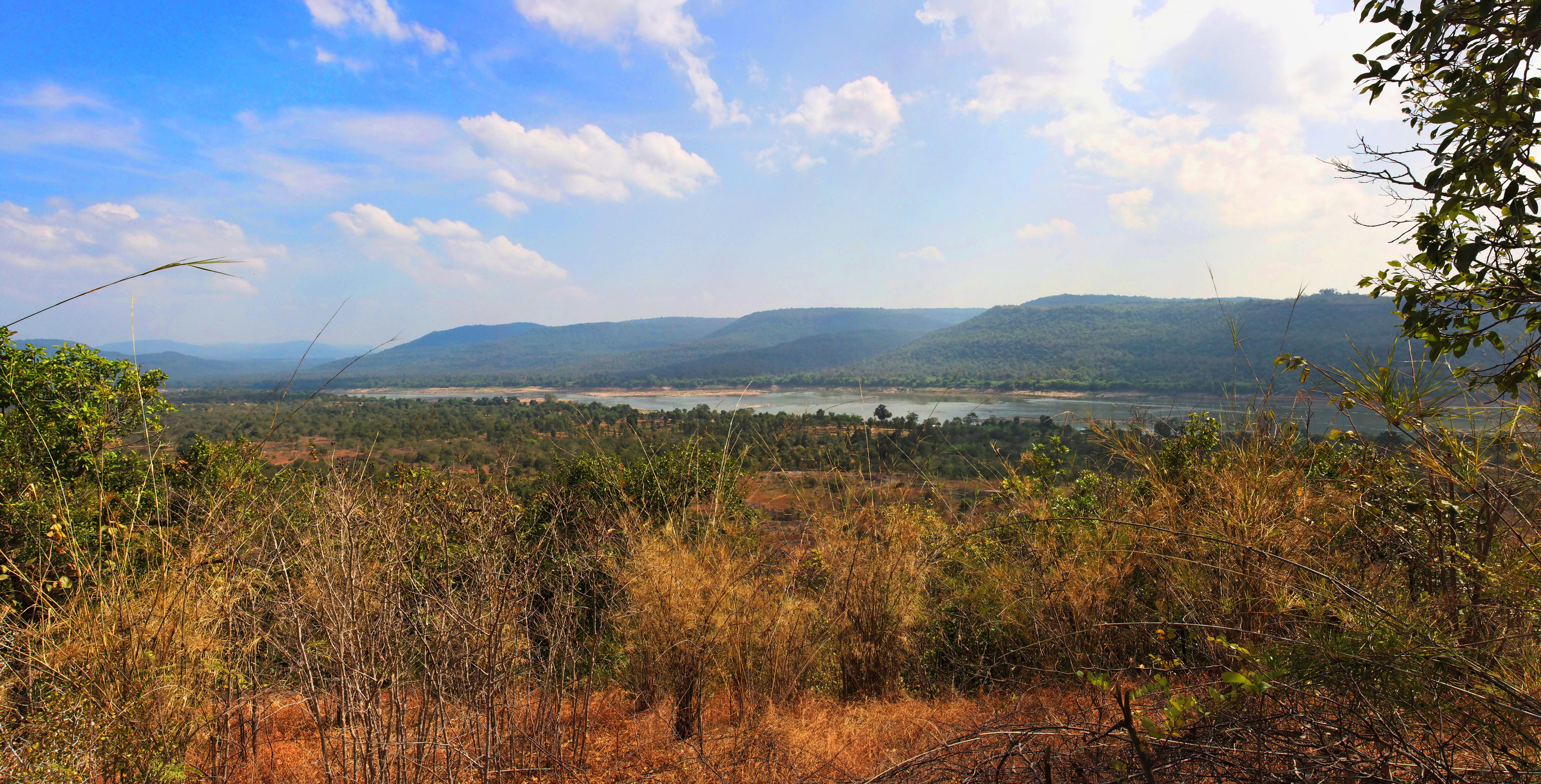
Im Nationalpark Pha Taem, im Hintergrund der Mekong

Der Nationalpark Pha Taem (Thai อุทยานแห่งชาติผาแต้ม) ist ein Nationalpark in der Provinz Ubon Ratchathani  in der Nordostregion von Thailand, dem so genannten Isan.
Der Nationalpark Pha Taem wurde am 31. Dezember 1991 zum Nationalpark erklärt und war damit der 74. Nationalpark in Thailand.

## Lage
Pha Taem erstreckt sich in Teilen der Amphoe Khong Chiam, Si Mueang Mai und Pho Sai auf einem Areal von etwa 340 km². Im Osten grenzt der Pha Taem über eine Länge von 63 Kilometern an Laos und den Mekong an.  

## Topographie
Allgemein ist die Landschaft hügelig, doch weist sie auch zahlreiche Felsformationen auf, die zum Dongrek-Gebirge gehören. Die Felsen und Klippen bestehen meist aus Sandstein. Die meisten hier entspringenden Gewässer fließen dem Mekong zu. Der Park befindet sich auf einer durchschnittlichen Höhe von 100 bis 600 Metern.

## Klima
Das Klima ist tropisch-monsunal. Zwischen Juni und September herrscht Regenzeit, von Oktober bis Februar ist die kühle Jahreszeit und von März bis Mai ist es trocken und heiß.

## Fauna und Flora

### Pflanzen
Pha Taem weist hauptsächlich trockene Dipterocarpus-Wälder mit Baumarten wie Shorea obtusa aus der Gattung Shorea und der Familie der Flügelfruchtgewächse auf. Nahe an den Gewässern siedeln immergrüne Pflanzen. Außerdem findet man hier noch zwei Kiefernwälder.

### Tierreich
Arten beispielsweise wie die Taxa Hirsche, Malaien-Gleitflieger (Cynocephalus variegatus), Fleckenmusang sowie Serau bilden die Fauna des Nationalparks.

## Sehenswürdigkeiten

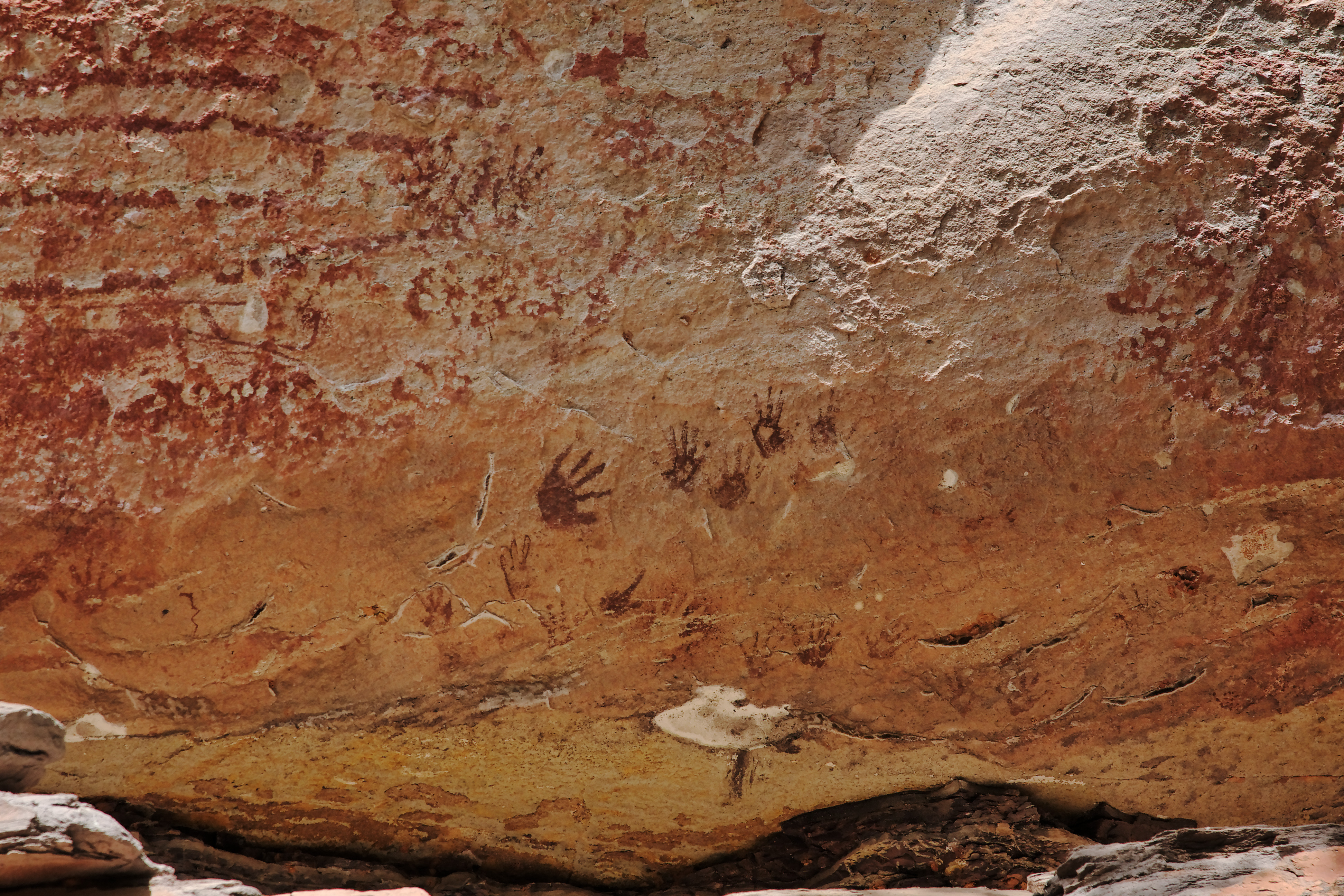
Felszeichnungen und Handabdrücke im Nationalpark Pha Taem

Wichtigste Sehenswürdigkeit von Pha Taem sind die etwa 300 sich über 180 Meter erstreckenden Felszeichnungen, deren Alter auf 3000 bis 4000 Jahre geschätzt wird. Sie sind damit die größte Sammlung von Felszeichnungen weltweit. Dargestellt sind Utensilien zum Fischfang, Menschen und Tiere (Elefanten, Fische, Hunde). Nicht weit entfernt befinden sich Klippen von Pha Chek und Pha Moei, die ebenfalls Felszeichnungen aufweisen.
Weitere Attraktionen sind
- Pha Chanadai – ein Felsen mit einem immergrünen Kiefernwald und schöner Aussicht über den Mekong nach Laos
- Phu Krabo – eine Klippe mit bizarr geformten Felsformationen
- Soi Sawan – Wasserfall, der von zwei Wasserläufen geformt wird
- Phu Long oder „Sargberg“ – sargähnliche Nischen im Felsen wurden zur Grablegung genutzt